# 2-я Радиальная улица
Втора́я Радиа́льная у́лица (до 5 апреля 1965 года — у́лица Поздняко́ва (Ле́нино), до 1960 года — у́лица Поздняко́ва посёлка Ленино-Дачное) — улица, расположенная в Южном административном округе города Москвы на территории района Бирюлёво Восточное.

## История
Улица находится на территории бывшего посёлка Царицыно-Дачное (Покровская сторона), позднее Ленино-Дачное. До революции она носила название 14-й проспект (всего в этой дачной местности существовало 15 проспектов), в советское время называлась у́лица Поздняко́ва в память о К. Н. Позднякове (1885—1965) — участнике Декабрьского восстания в Москве, комиссаре Красной армии (впрочем, Я. Рачинский отмечает сомнительность этой версии, так как тогда получается, что улица названа при его жизни и переименована сразу после смерти). В 1960 году посёлок Ленино-Дачное вошёл в состав Москвы, улица была переименована в у́лицу Поздняко́ва (Ле́нино), а 5 апреля 1965 года улица получила современное название по своему радиальному положению относительно Спортивной улицы и проезда Кошкина.

## Характеристика
2-я Радиальная улица проходит от Спортивной улицы на восток, пересекает проезд Кошкина и проходит до Верхнего Царицынского пруда. Нумерация домов начинается от Спортивной улицы.
Фактически в настоящее время представляет собой пешеходную дорожку внутри парка «Царицыно». Зданий, адресованных по улице, не сохранилось.

## Транспорт

### Наземный транспорт
По улице маршруты наземного общественного транспорта не проходят. У западного конца улицы, на Спортивной улице, расположена остановка «Спортивная улица» автобуса с854.

### Метро
- Станция метро «Царицыно» Замоскворецкой линии — севернее улицы, на пересечении Каспийской и Луганской улиц.

### Железнодорожный транспорт
- Платформа «Царицыно» Курского направления МЖД — севернее улицы, на пересечении Каспийской и Луганской улиц.